# Citypoint

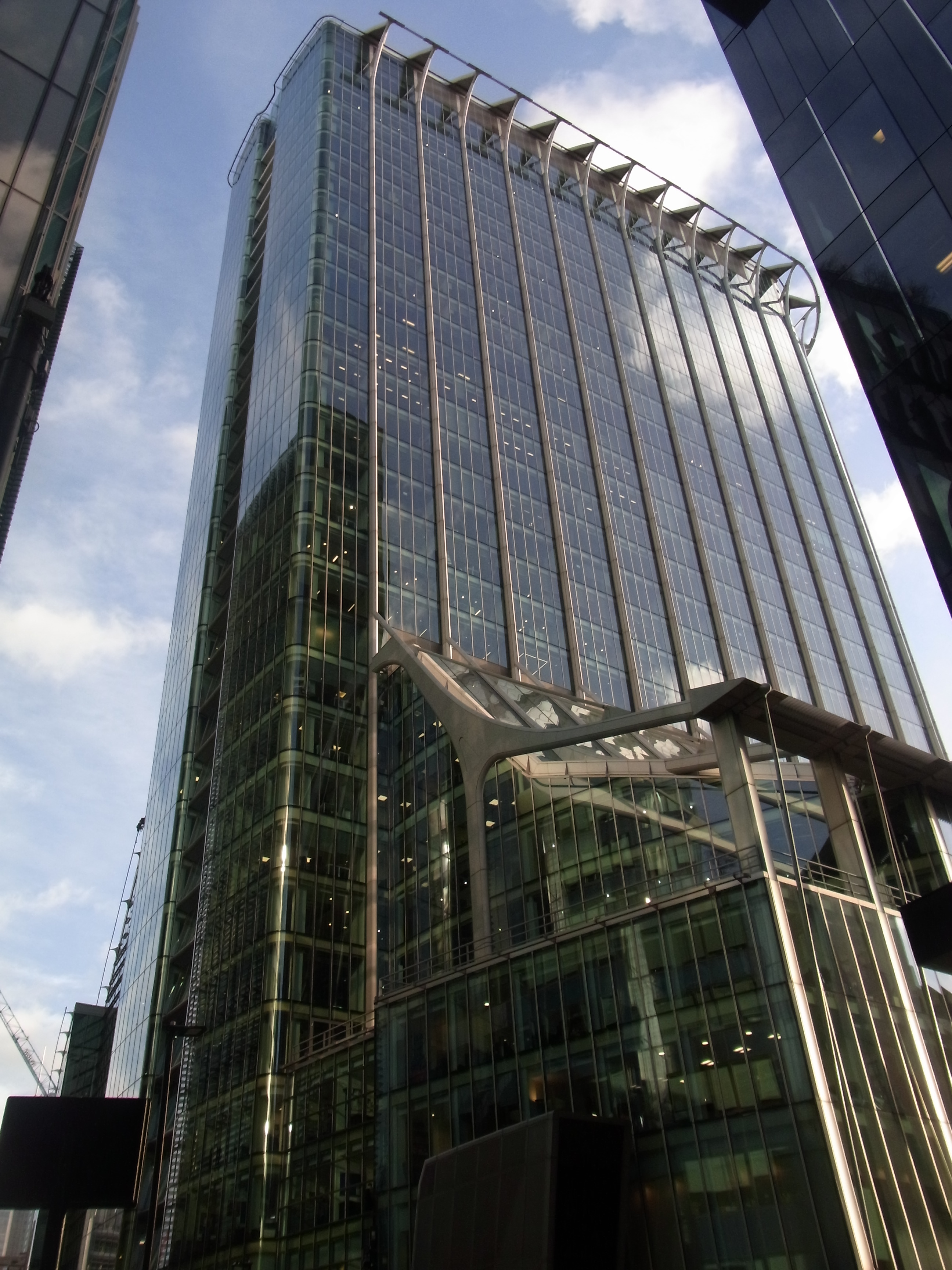

Citypoint是英國倫敦的一座建築，位於倫敦市。這座建築最初名為Britannic House，修建於1967年，有35層，高122-（400-英尺）。在修建當時是英國石油（現BP）的總部。該建築是倫敦市第一座高度超過聖保羅座堂的建築。2000年，Citypoint進行了翻新。

## 外部連結
- Citypoint on Skyscrapernews.com （页面存档备份，存于）
- from emporis.com （页面存档备份，存于）

51°31′10″N 0°5′22″W / 51.51944°N 0.08944°W